# Kommunalvalen i Finland 1996
Kommunalval i Finland (dock inte Åland) hölls den 20 oktober 1996 för mandatperioden 1997-2000. Antalet röstberättigade var 3 941 019 och av dem deltog 2 417 057 eller 61,3 % % i valet. Största parti blev socialdemokraterna, medan centern vann flest fullmäktigeplatser.
Kommunalvalen på Åland hade hållits 1995. 

## Bakgrund
Valet förrättades i enlighet med den kommunala vallagen av år 1972 (361/72). Rätt att ställa upp i valet med kandidater hade dels Finlands registrerade partier samt valmansföreningar. Minst 10 röstberättigade i en kommun krävdes för att bilda en valmansförening.

## Valresultat
Nedanstående resultat ger en total sammanställning av valen i hela Finland. För resultatet i varje kommun för sig, se respektive kommunartikel.

| Parti eller valmansförening | Parti eller valmansförening                         | Röster             | Röster       | Röster | Röster | Mandatfördelning | Mandatfördelning |
| Parti eller valmansförening | Parti eller valmansförening                         | Antal              | Röstskillnad | %      | +− %   | Antal            | +−               |
| --------------------------- | --------------------------------------------------- | ------------------ | ------------ | ------ | ------ | ---------------- | ---------------- |
|                             | Finlands Socialdemokratiska Parti                   | 583 623            | −137 687     | 24,5   | -2,5   | 2 742            | -388             |
|                             | Centern i Finland                                   | 518 682            | +6 728       | 21,8   | +2,6   | 4 459            | +461             |
|                             | Samlingspartiet                                     | 514 432            | +6 858       | 21,6   | +2,6   | 2 168            | +159             |
|                             | Vänsterförbundet                                    | 246 597            | −64 160      | 10,4   | -1,3   | 1 128            | -191             |
|                             | Gröna förbundet                                     | 149 334            | −35 453      | 6,3    | -0,6   | 292              | -51              |
|                             | Svenska folkpartiet i Finland                       | 129 518            | −4 115       | 5,4    | +0,4   | 671              | +7               |
|                             | Finlands Kristliga Förbund                          | 75 494             | −8 987       | 3,2    | 0,0    | 353              | 0                |
|                             | Ungfinska partiet                                   | 31 429             | Ny           | 1,3    | Ny     | 29               | Ny               |
|                             | Sannfinländarna                                     | 21 999             | −42 881      | 0,9    | -1,5   | 138              | -216             |
|                             | Liberala folkpartiet                                | 8 766              | −17 568      | 0,4    | -0,6   | 25               | -24              |
|                             | För Fred och Socialism - Kommunistiska Arbetarparti | 4 483              | -345         | 0,2    | 0,0    | 3                | +2               |
|                             | Finlands Pensionärsparti                            | 2 417              | -262         | 0,1    | 0,0    | 1                | -1               |
|                             | Pensionärer För Folket                              | 2 033              | −2 870       | 0,1    | -0,1   | 2                | -3               |
|                             | Förbundet för det Fria Finland                      | 1 364              | Ny           | 0,1    | Ny     | 6                | Ny               |
|                             | Naturlagspartiet                                    | 1 217              | Ny           | 0,1    | Ny     | 0                | 0                |
|                             | Ekologiska partiet                                  | 874                | +197         | 0,0    | 0,0    | 1                | -2               |
|                             | Fristående valmansföreningar                        | 85 490             | −16 270      | 3,6    | -0,2   | 464              | +128             |
| Antal giltiga röster        | Antal giltiga röster                                | 2 377 752          | −286 103     | 100,0  |        | 12 482           | -89              |
| Ogiltiga röster             | Ogiltiga röster                                     | 39 305             |              |        |        |                  |                  |
| Totalt                      | Totalt                                              | 2 417 057 (61,3 %) |              |        |        |                  |                  |

Uppdelningen i övriga socialistiska valmansföreningar och fristående valmansföreningar gjordes inte i redovisningen av valresultatet från detta val.
Valresultatet i Keminmaa kommun överklagades och ogiltigförklarades av länsrätten i Lapplands län och omval hölls 8 juni 1997. I tabellen för kommunalvalen 1996 ingår resultatet från det ordinarie kommunvalet i Keminmaa och inte omvalet 1997.